# 琦·愛華士
琦·愛華士（英語：Kate Edwards，1965年—）是美國企業家、策略師和顧問，活躍于電子遊戲領域。她曾任微軟地緣政治策略師和國際遊戲開發者協會執行總監，亦創辦了Geogrify和SetJetters。愛華士曾獲遊戲開發者選擇獎大使獎。

## 生平
愛華士曾在加州州立大學長灘分校取得地理學文學士學位和地圖學證書，又在華盛頓大學取得地理學文學碩士和哲學博士候選人學位。1992年，愛華士在華盛頓大學攻讀博士學位時，大學的地理學系收到微軟的製圖員招聘來電。她於是和另一人惠特·亚历山大（Whit Alexander）以研究生身份申請。最後亚历山大被聘，而他也聘請愛華士幫忙處理工作。愛華士擔任Encarta製圖員三年後，被微軟任命為地緣政治策略師，以確保旗下產品的地圖在各個國家和地區顯示政治正確。1998年，微軟管理層批准了愛華士成立地緣政治策略團隊的提案，為公司確立指南和進行內容審查，以處理產品在各國家和地區的地緣政治和文化問題。愛華士因為對微軟模擬飛行系列作內容審查而踏入電子遊戲領域。在微軟遊戲成立時，她為遊戲開發設立了臨時內容審查，原先只在遊戲發行前檢查是否合乎地緣政治正確，後來措施逐步發展成在遊戲前期設計時便開始審查。愛華士稱審查並非為求「政治正確」，而是希望方便全球玩家享受遊戲。她幾乎為所有1995年至2005年間由微軟開發的PC和Xbox遊戲做過內容審查。2005年3月，愛華士從微軟辭職並創辦了Englobe，業務包括為客戶提供地緣政治和文化內容審查及相關諮詢，曾服務育碧、樂高集團、Google、藝電等公司。愛華士出任公司的行政總裁兼首席顧問。
愛華士在2004年加入國際遊戲開發者協會，其後一直參與相關事務。2007年，她在協會中創辦遊戲在地化特別興趣小組。又在2009年獲委任國際遊戲開發者協會西雅圖分會董事局成員。2012年12月，接替辭職的戈登·貝拉米獲協會任命為執行總監。愛華士在任期間，將協會拓展到、埃及、突尼西亞，又曾反對玩家門運動和遊戲開發商的加班行為。2017年6月，愛華士宣佈因達成在上任前給自己定的目標而辭任執行總監。在辭任執行總監後，愛華士在其它組織屢獲委任為董事局成員。2017年7月，愛華士成為以提高人們對遊戲行業心理健康問題關注為目標的非牟利組織TakeThis的董事局成員。2019年8月，Game Jam組織Global Game Jam委任愛華士為執行總監。2022年1月卸任並轉為董事局成員。除此之外，她也在2020年創辦了SetJetters並出任經驗長，旗下應用程式在2021年登陸iOS和Android平台，用以觀賞電影取景地。

## 評價與獲獎
美國商業雜誌《财富》在2013年將愛華士評為“十位對遊戲產業影響深遠的女性”之一。電子遊戲網站GamesIndustry.biz評她為2014年年度人物，指她在擔任國際遊戲開發者協會執行總監主動積極且直言不諱，能在《糖果傳奇》申請“Candy”（糖果）一詞商標注冊指責商標策略是掠奪行為，又在玩家門事件中首位發聲譴責群體騷擾行為。2020年遊戲開發者大會上，愛華士獲頒2019年遊戲開發者選擇獎大使獎以表彰她對電子遊戲的貢獻。